# 揚·舍雷爾

扬·舍雷尔，2011年

揚·舍雷爾（德語：Jan Scherrer，1994年7月11日—），瑞士單板滑雪運動員，他代表瑞士隊參加了中國舉行的2022年冬季奧林匹克運動會，並且在男子U型場地技巧比賽上獲得銅牌。